# Židovský hřbitov ve Veselici
Židovský hřbitov ve Veselici byl založen snad kolem poloviny 18. století. Nachází se asi 400 m na severovýchod od obecního úřadu ve Veselici a je přístupný po polní cestě vedoucí od obce cca 350 m k lesu. Hřbitov je chráněn jako kulturní památka České republiky.
Na ploše 1727 m2 se dochovalo kolem 250 náhrobních kamenů (macev) s nejstaršími z druhé poloviny 18. století a hrobnický dům. Zajímavostí je neobvyklý dětský hrob s dvěma andělíčky a dvě stély v severní hřbitovní zdi.
Veselická židovská komunita přestala existovat podle zákona z roku 1890. Do okupace se o hřbitov starala židovská obec v Mladé Boleslavi.

## Galerie

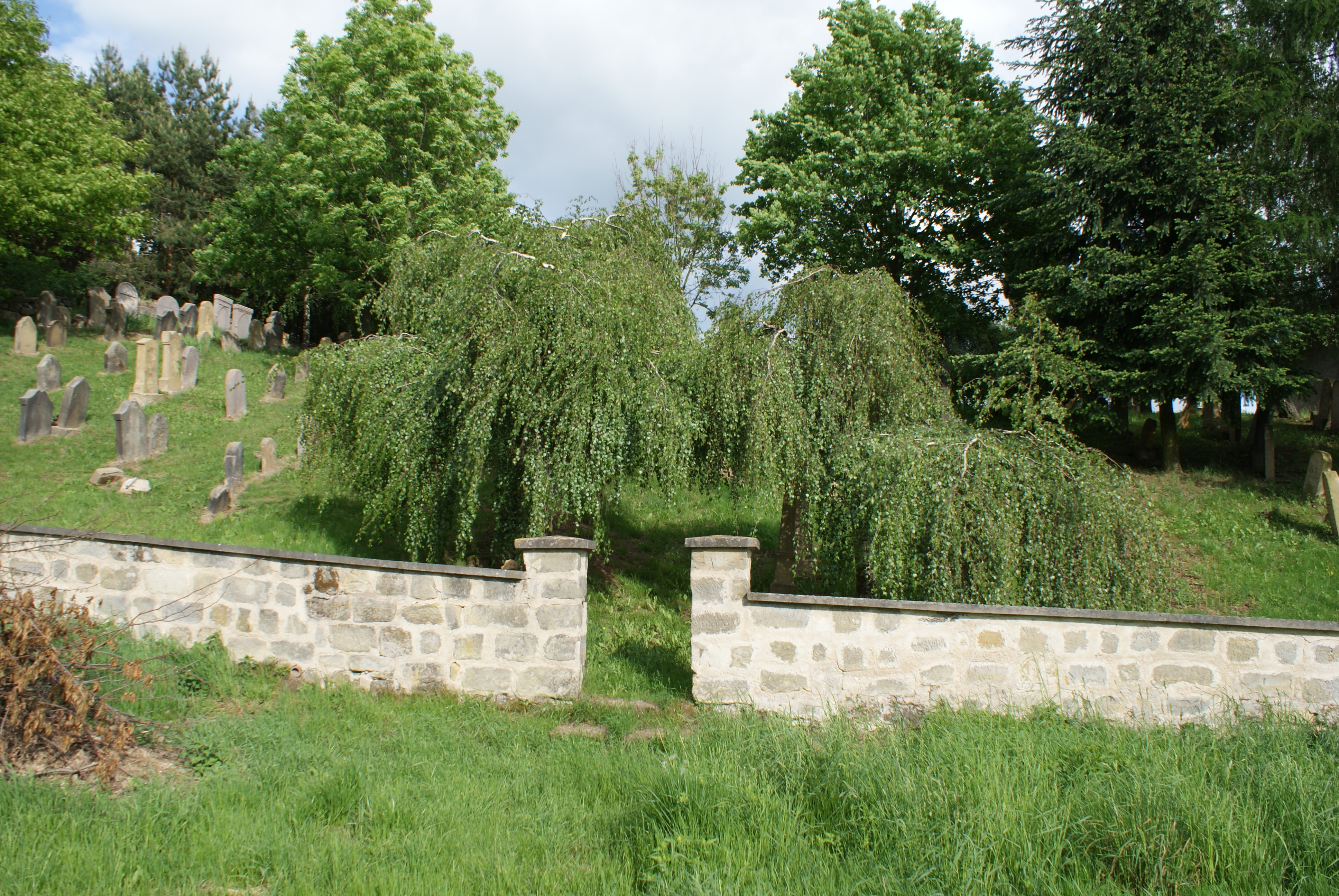
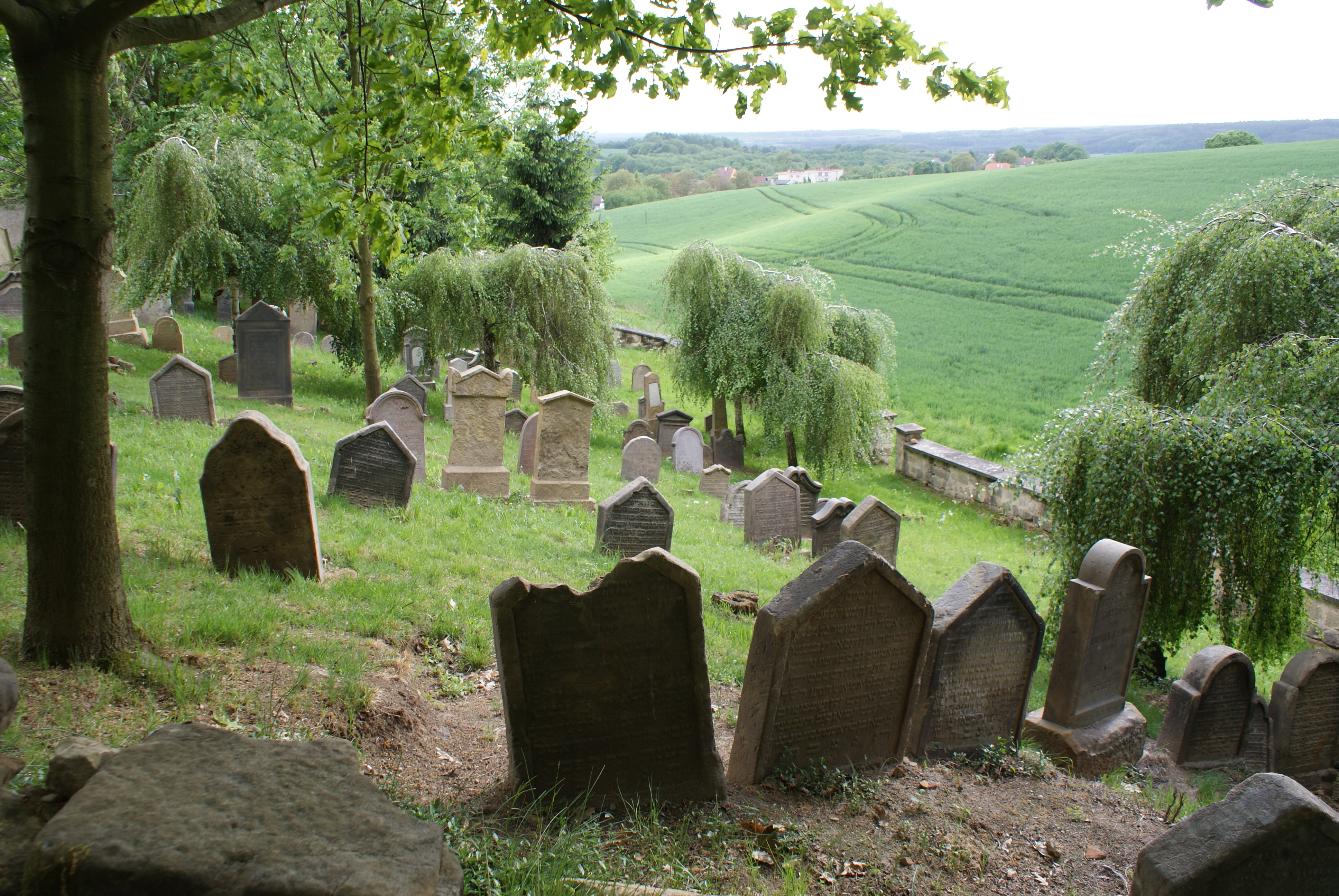
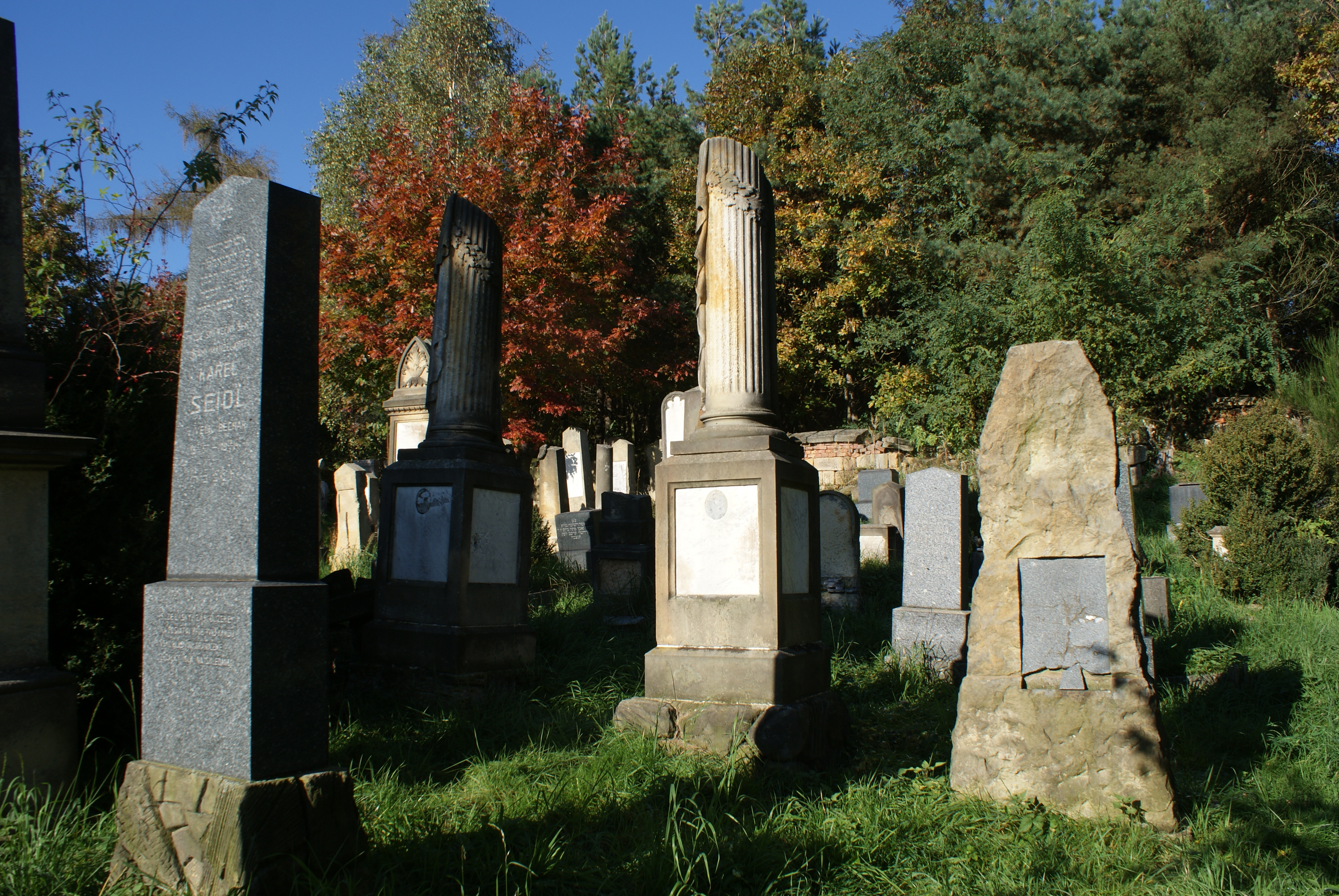
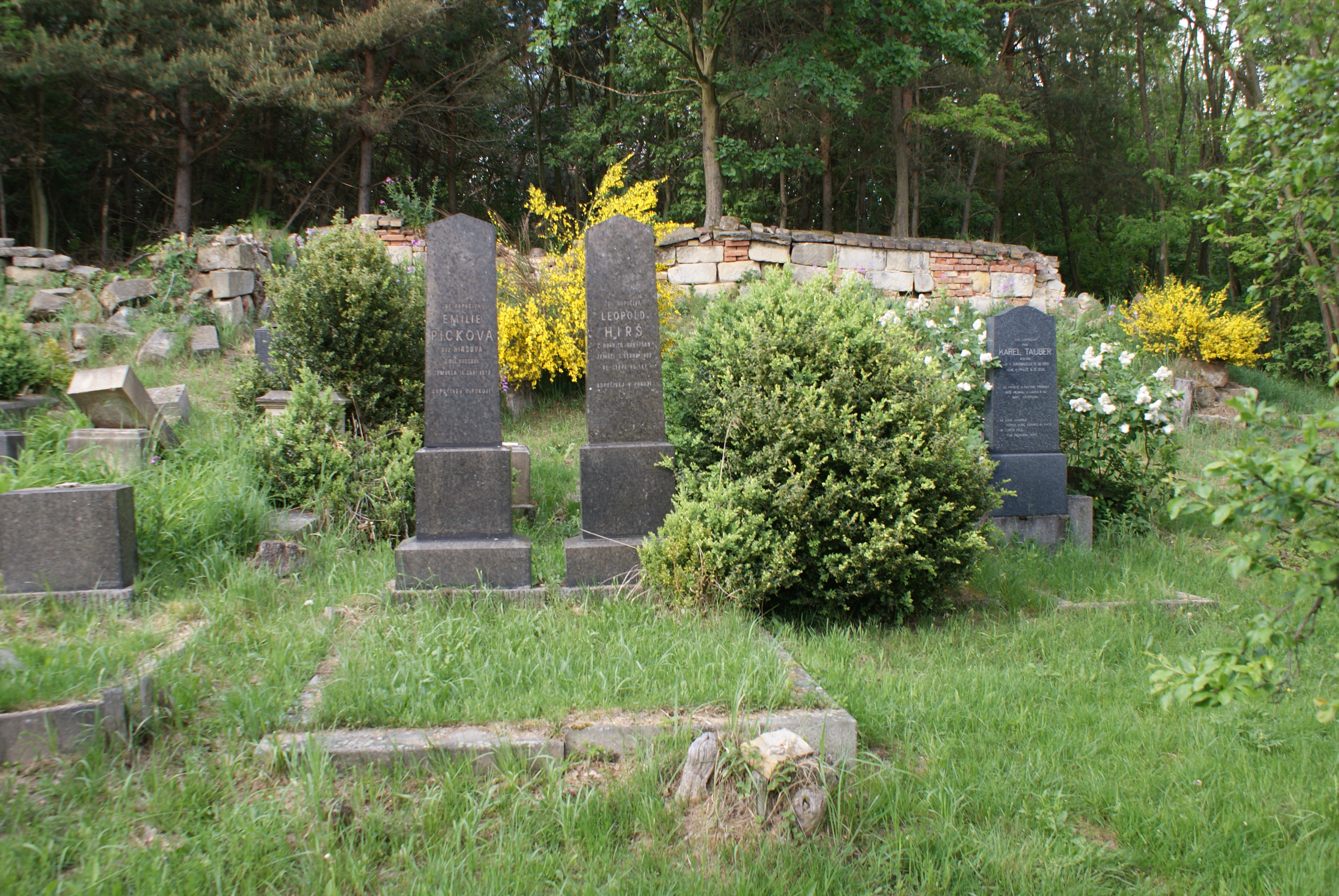
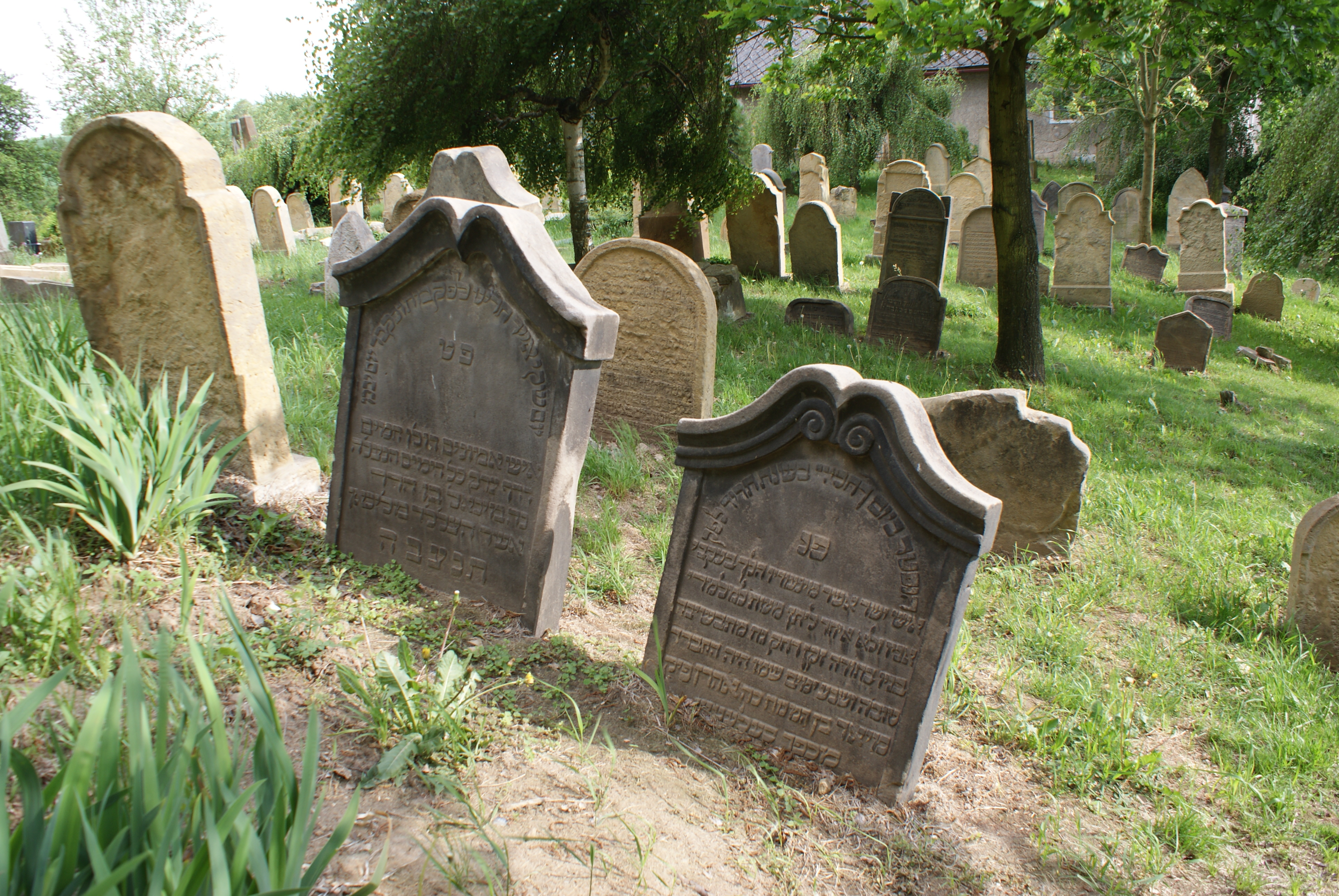
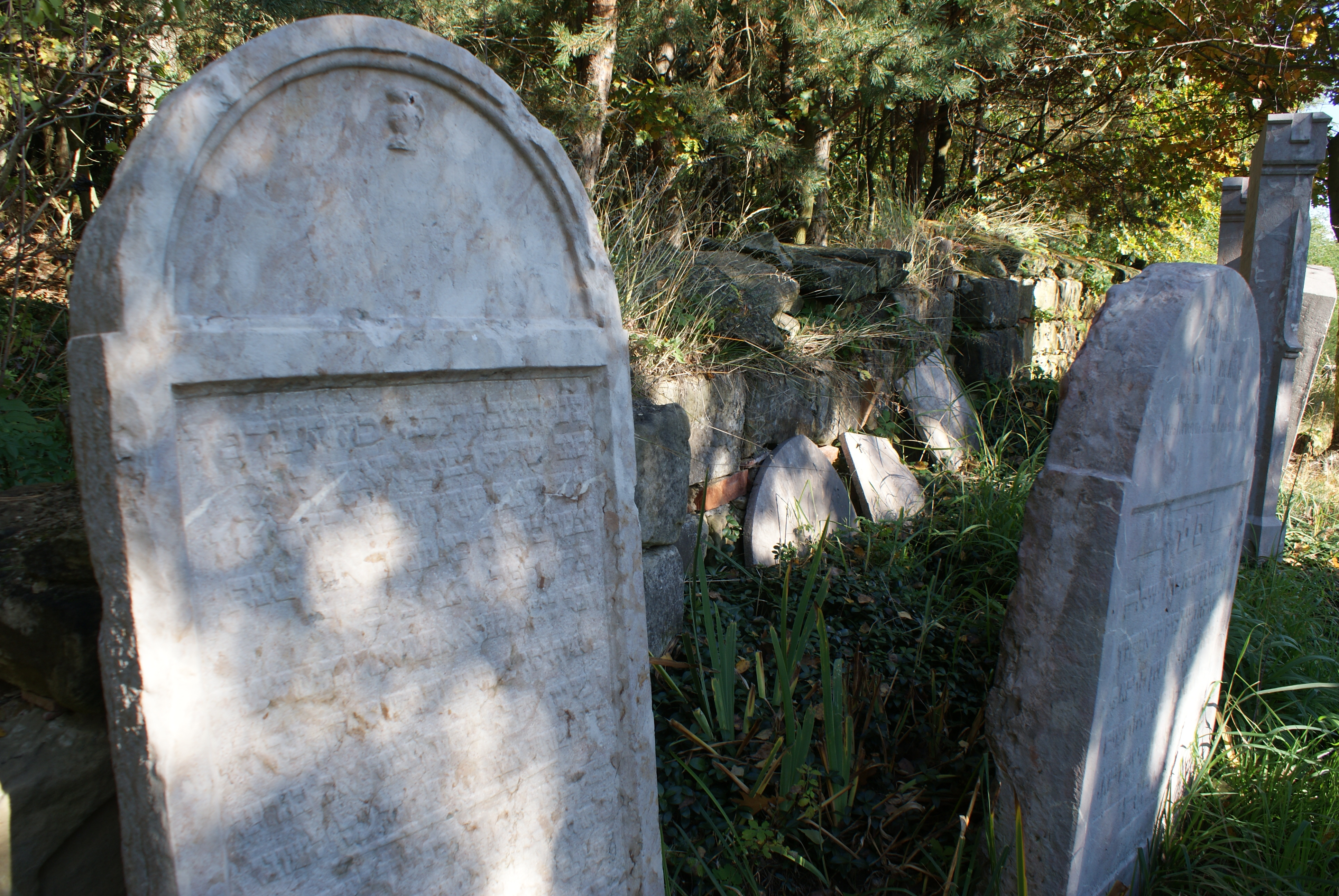
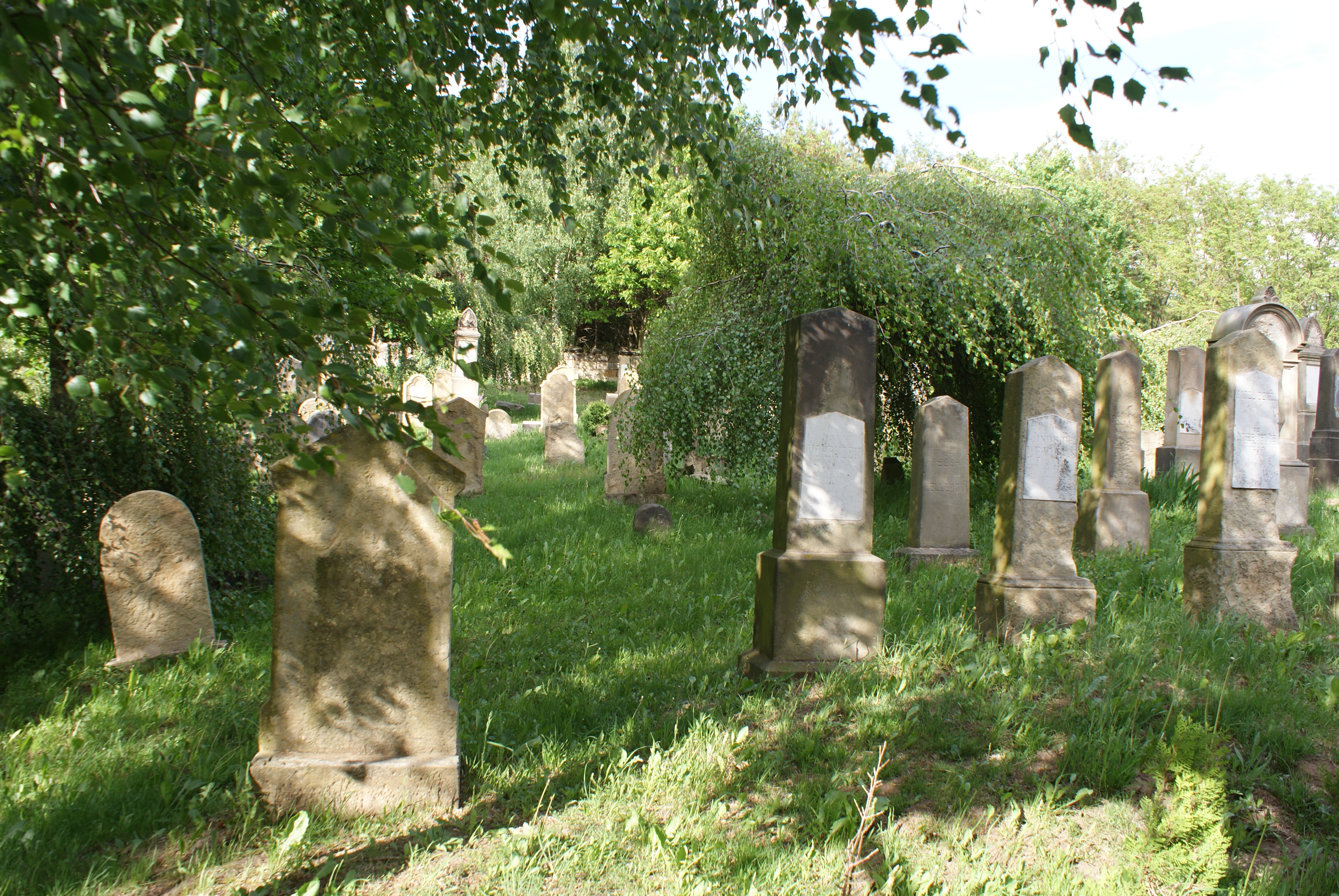
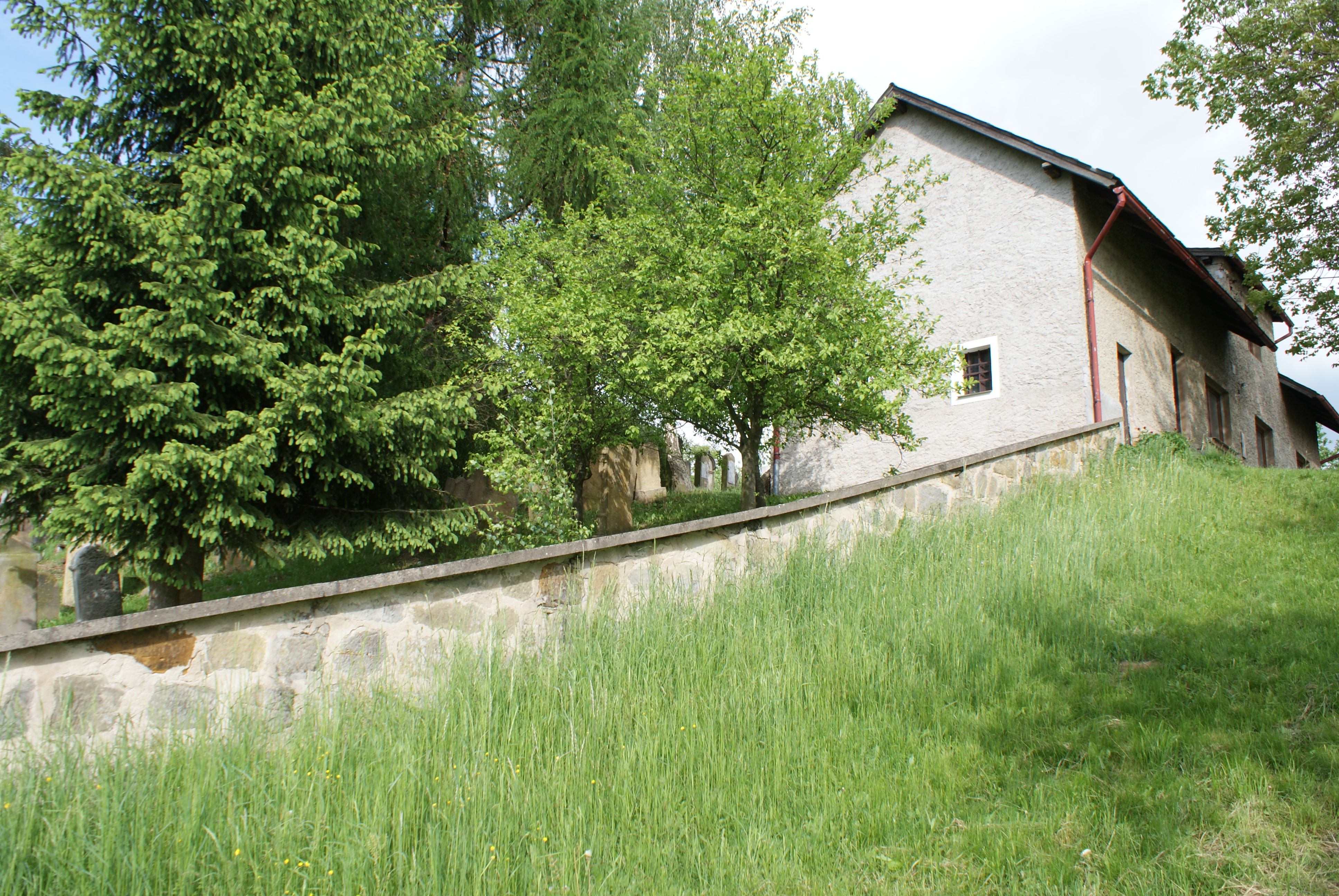